# Newt Gingrich
Newton Leroy (Newt) Gingrich (Harrisburg (Pennsylvania), 17 juni 1943) is een Amerikaans politicus van de Republikeinse Partij. Hij was de voorzitter van het Huis van Afgevaardigden van 1995 tot 1999 en diende als de oppositieleider tegen president Clinton. Hij was de Afgevaardigde voor Georgia's 6e District van 1979 tot 1999.
Gingrich behaalde een doctoraat in moderne Europese geschiedenis aan de Tulane University in New Orleans.
In 1994 had hij een belangrijk aandeel in de Republikeinse Revolutie die de 40-jarige macht van de Democratische Partij in het Amerikaans Congres doorbrak. Dat leidde tot zijn verkiezing tot Speaker (voorzitter).
De Speaker of the House is leider van de meerderheidsfractie in het Huis van Afgevaardigden en hoeft niet tot dezelfde partij te behoren als de zittende president. Zo ook ten tijde van Gingrich, tegenover de Democratische president Bill Clinton.
Tijdens het voorzitterschap van Gingrich verliep samenwerking tussen het Congres en de president niet altijd soepel. Vooral over het staatsbudget werd sterk van mening verschild. In 1995 leidde een conflict tussen de president en het Congres onder leiding van Gingrich ertoe dat de federale overheid tweemaal een korte periode - een aantal dagen - gesloten werd. Zij konden het namelijk niet eens worden over het budget van de federale overheid. Gingrich ondergroef zijn eigen positie toen hij in een interview suggereerde dat de blokkade was ingegeven doordat Clinton hem en Bob Dole achter in Air Force One had laten zitten. Daarmee leek het dat de blokkade van het federale budget was ingegeven door persoonlijke wrok, en verdween de morele boodschap van een te grote overheid.
Gingrich raakte verder beschadigd nadat hij bekende belastingfraude te hebben gepleegd. Hij hield verschillende gastcolleges en nam deze ook op video op om ze vervolgens uit te geven. Gingrich hield aanvankelijk vol dat het ging om niet-politieke, educatieve activiteiten en dat de kosten van de colleges en televisieprogramma's daarom aftrekbaar waren van de belasting. De belastingdienst ging niet akkoord met die redenering. Het Huis van Afgevaardigden besloot Gingrich een reprimande te geven en hij moest de belasting alsnog betalen, inclusief de kosten van het onderzoek naar de fraude. Hierbij ging het om een bedrag van 300.000 Amerikaanse dollar.
Gingrich stelde zich in 1998 niet herkiesbaar. Hij was echter na zijn vertrek (1999) uit het Amerikaans Congres nog steeds een vaak geziene gast in de media. Hij heeft meerdere boeken geschreven, en hij speelde met het idee om in 2008 mee te doen aan de Amerikaanse presidentsverkiezingen. Hij beloofde dat als hij president zou worden, dat hij dan landen als Iran, Syrië en Noord-Korea veel harder zou aanpakken dan George W. Bush. Hij zag echter van de kandidatuur af.
Hij is een medewerker van het American Enterprise Institute.
Op 29 maart 2009 bekeerde hij zich tot het katholicisme. In januari 2011 kondigde Gringrich zijn kandidatuur aan voor het presidentschap van de Verenigde staten. Hij werd echter niet tot kandidaat voor de Republikeinen gekozen.